# 鲍里斯·雅科夫列维奇·符拉基米尔佐夫
鲍里斯·雅科夫列维奇·符拉基米尔佐夫（俄语：Борис Яковлевич Владимирцов，1884年7月20日—1931年8月17日）是苏联语言学家、历史学家，在阿尔泰语系研究及蒙古史领域贡献卓著。

## 生平
他自幼立志成为学者，1904年考入圣彼得堡大学东方语言系。时值日俄战争爆发，他进入东方语言系原计划研究日本，但因该校日本研究条件有限而转向蒙古史。当时校内有科特维奇、安德烈·鲁德涅夫等蒙古史名家，加上伯希和、沙畹等东方学家的指导，促使他确立研究方向。1915年起，符拉基米尔佐夫在母校任讲师，1921年晋升教授，1923年当选苏联科学院候补院士，1929年成为正式院士，1931年因心脏病英年早逝。

## 语言学研究
其核心研究聚焦于论证阿尔泰语系的关联性，尤其在蒙古语与突厥语的比较研究中成就突出。代表作《蒙古书面语与喀尔喀方言比较语法》至今仍是阿尔泰语研究的经典文献。
但他的“阿尔泰语系论”遭古斯塔夫·拉姆斯特德、利盖蒂等学者批判，更因尼古拉·马尔“新语言学”派的攻击，被迫放弃《比较语法》的后续写作。

## 历史学研究
他的历史研究成果较少，主要有《关于达延汗的异名》《喀尔喀五部》等。
最著名的《蒙古社会制度史》将蒙古历史划分为古代（11-13世纪：蒙古帝国-大元王朝）、中期（14-17世纪：北元）、近代（18-19世纪：清代）三阶段，系统探讨封建制度的兴衰（近代部分未完成）。该书大量引用当时仅存于列宁格勒的蒙古编年史，代表了蒙古社会制度史研究的前沿，但因完全未使用汉文史籍而备受后世诟病。

## 人物评价
他突破俄罗斯学界对蒙古帝国“鞑靼枷锁”的批判定式，客观评价成吉思汗：“成吉思汗终身自律、严于治军，始终是卓越的游牧实干家，绝非单纯嗜血的杀戮者。”并对比帖木儿：“成吉思汗从未想过用活人堆砌两千座砖石高塔——而这位征服疆域远超他的亚洲征服者却如此行事。”。
他的学生尼古拉斯·波佩曾尖锐批评他“不守时、对新研究主题持否定态度，甚至会因他人未经许可发表成果而心怀不满”，认为其性格狭隘。